# Sotkajärvi (Karesuando socken, Lappland, 759087-175897)
Sotkajärvi är en sjö i Kiruna kommun i Lappland och ingår i Torneälvens huvudavrinningsområde. Sjön har en area på 0,056 kvadratkilometer och ligger 347,4 meter över havet.

## Delavrinningsområde
Sotkajärvi ingår i det delavrinningsområde (759150-175943) som SMHI kallar för Utloppet av Ruoksujärvi. Medelhöjden är 356 meter över havet och ytan är 7,71 kvadratkilometer. Räknas de 8 avrinningsområdena uppströms in blir den ackumulerade arean 193,02 kvadratkilometer. Idijoki (Jierijoki) som avvattnar avrinningsområdet har biflödesordning 3, vilket innebär att vattnet flödar genom totalt 3 vattendrag innan det når havet efter 455 kilometer. Avrinningsområdet består mestadels av skog (69 procent). Avrinningsområdet har 1,61 kvadratkilometer vattenytor vilket ger det en sjöprocent på 20,8 procent.